# زبیر بن عوام
زبیر بن عوام (۵۹۴ – ۶۵۶ میلادی) از مهم‌ترین صحابه‌های  محمد بود و از سوی او، ملقب به حواری وی گردید و به روایت عشره مبشره که در میان اهل سنت شایع است، جزو ۱۰ تنی است که  محمد به آن‌ها بهشت را وعده داد. وی همچنین جزو شورایی است که عمر بن خطاب در هنگامی که در بستر مرگ بود تشکیل داد. ریشه نام زبیر از کلمه زبر، طی البئر بالحجاره گرفته شده که به معنای چاه سنگ یا مرد قوی است.

## روابط خویشاوندی
مادرش صفیه دختر عبدالمطلب عمه محمد و علی بود؛ یعنی زبیر پسرعمه محمد و علی بوده‌است. چون عوام پدر زبیر برادر خدیجه بنت خویلد همسر پیامبر بود، زبیر ابن عوام پسردایی فاطمه دختر محمد است. (از جهت همسری خدیجه، محمد شوهر عمهٔ او نیز بوده‌است) مادرش او را به کنیه برادرش زبیر بن عبدالمطلب (اباطاهر) صدا می‌کرد.

## دوران رسالت محمد
زبیر از نخستین اسلام آورندگان و به قولی چهارمین یا پنجمین مردی بود که مسلمان شد. منابع بر روی سنش هنگام مسلمان شدن متفق‌القول نیستند ولی مشهورترین سن وی را می‌توان ۱۶ سال به حساب آورد. بنا به روایت ابن اسحاق، خلیفه اوّل، وی و چهار نفر دیگری که بعدها عضو شورا شدند را ترغیب به مسلمان شدن نمود. روایاتی وجود دارند که به وسیله آل زبیر نقل شده‌اند و حاکی از آن است که وی در ۸ سالگی مسلمان شده و در ۱۲ سالگی برای حفظ جان محمد شمشیر کشید و وی را اولین کسی نام می‌برند که در راه خدا شمشیر کشید. دانشنامه اسلام بر این باور است که برای اینکه جایگاه زبیر در برخی روایات بالا برده شود، مسلمان شدن وی را هم‌زمان با علی می‌دانند در صورتیکه چنین نبوده و همچنین معتقد است که تناقض‌ها در روایات ناشی از بحث‌ها و مناقشاتی است که بین مسلمانان در مورد این موضوع به منظور برتری جستن از این جایگاه صورت گرفته‌است.
زبیر جزو کسانی بود که به حبشه مهاجرت کرد و در هنگامی که شایعاتی مبنی بر مصالحه قریش با محمد به دلیل به رسمیت شناختن بت‌های لات و هبل و عزی توسط وی شنید، با اولین کاروان به مکه بازگشت. در هجرت به مدینه نیز، زبیر به همراه مادرش به این شهر مهاجرت نمود.
در هنگام بستن پیمان برادری (مواخات) در مدینه، زبیر برادر دینی سلمه بن سلامه بن وقش از قبیله اوس یا کعب بن مالک از خزرج شد. وی پیشتر در مکه نیز برادر دینی عبدالله بن مسعود شده بود. وی به همراه عبدالرحمن بن عوف که مبتلا به خارش بدن شده بودند، اجازه یافتند که لباس ابریشمی بپوشند.
زبیر در اکثر غزوات محمد حضور داشت و جزو یکی از تنها دو اسب سوار لشکر مسلمانان در جنگ بدر (۲ هجری/۶۲۴ میلادی) بود. آل زبیر معتقدند که در جنگ بدر که گفته می‌شود جبرئیل و فرشتگان مددکار مسلمانان بوده‌اند، رنگ دستارشان مانند زبیر، زرد رنگ بود. در جنگ احد (۳ هجری/۶۲۵ میلادی)، محمد شجاعت زبیر را ستود. در جنگ خندق (۵ هجری/۶۲۷ میلادی) محمد وی را به تجسس سپاهیان بنی قریظه فرستاد و بر اساس روایت اهل تسنن در آن جنگ بود که محمد گفت که هر پیامبری حواری ای داشت و زبیر حواری من است. در غزوه خیبر (۷ هجری/۶۲۸ میلادی)، زبیر بعد از علی بیشترین شجاعت را نشان داد. در هنگام فتح مکه، زبیر فرمانده بال چپ سپاه مسلمانان بود و در غزوه تبوک (۹ هجری/۶۳۰ میلادی) زبیر بزرگ‌ترین پرچم سپاه محمد را بر دست داشت. روایاتی در کتب قرون بعدی اسلامی آمده که زبیر منشی محمد در ثبت درآمد حاصل از اموال شرعی صدقه بود.

## دوران خلفای ثالثه
زبیر در جنگ یرموک (۱۵ هجری/۶۳۶ میلادی) حضور داشت و عمر وی را به سرکردگی ۴۰۰۰ نیروی کمکی به کمک عمرو عاص در فتح مصر فرستاد؛ بنابراین بر طبق این روایات، زبیر ملقب به اشجع القریش (شجاع‌ترین شخص قریش) یا اشجع الناس (شجاع‌ترین مردم) شده‌است. اما در جنگ جمل در هنگام رجز اصل و نسب خواندن، ابن‌عباس وی را ترسو خواند و به این علت در میدان جنگ نماند. روایتی دیگر از شیعیان نیز روایت قبلی را تأیید می‌کند و می‌گوید وی پشیمان و تائب گردید و از جنگ کناره گرفت.

## دوران خلافت علی
زبیر پسر عمه علی بود و رابطه وی با علی دارای فراز و نشیب‌های زیادی است. وی از مدافعان علی در سقیفه بود، همچنین او از شهود وصیت فاطمه بوده‌استو در هنگام دفن فاطمه نیز حضور داشت و در شورای شش نفره به علی رای داد.
پس از قتل عثمان، جمعیت زیادی که طلحه و زبیر نیز در میان آنان بودند، به خانه علی هجوم برده و گفتند ما آمده‌ایم تا با شما به خلافت بیعت کنیم. پس از اصرار زیاد، علی پذیرفت. زبیر در این واقعه به همراهی طلحه، بیعت مهاجران را تضمین کرد اما دیری نپایید که از نظر خود برگشت و به مخالفت با خلافت علی برخاست. زبیر به همراه طلحه وقتی شنید عایشه نیز در مکه نسبت به انتخاب علی به خلافت ناخشنود است، به بهانه عمره از مدینه بیرون آمدند.[نیازمند منبع]
علی هنگام خروج آنان گفت: ایشان برای زیارت خانه خدا نمی‌روند، بلکه به قصد مکر و حیله و خیانت مسافرت می‌کنند.
زبیر، عایشه را نیز با خود همراه کرد و به قصد خروج علیه علی با تشکیل سپاهی عظیمی عازم بصره شد. آنان پس از مصادره اموال یمنیان که توسط یعلی بن منبه برای علی فرستاده می‌شد، به‌طور رسمی و علنی مخالفت خود را اظهار نمودند.

### نقش زبیر در جنگ جمل
زبیر را می‌توان یکی از سه ضلع مثلث جنگ جمل دانست. وی در سال ۳۶ قمری با همکاری طلحه، عایشه را نیز با خود همراه کرده و به بصره کشاند. آنان وارد بصره شده و عثمان بن حنیف استاندار علی را مورد ضرب و شتم قرار دادند. علی با سپاه، خود را به حوالی بصره رساند و پس از کش و قوس‌هایی، جنگ به نفع علی تمام شد.[نیازمند منبع]
ملاقات زبیر و علی در صف نبرد
پس از رویارویی دو لشکر، علی زبیر را فرا خواند، ملاقات آن دو بین صفوف دو لشکر صورت گرفت. علی سفارش محمد نسبت به خود را به زبیر یادآوری کرد.[نیازمند منبع]
سفارش این بود که محمد روزی در حضور علی به زبیر گفت که آیا علی را دوست داری؟ زبیر گفت: چرا دوست نداشته باشم، محمد گفت: چگونه‌ای وقتی ظالمانه با او بجنگی؟!
زبیر پس از یادآوری این مطلب از اردوگاه کناره‌گیری کرد.

## مرگ
جنگ جمل در جمادی‌الاول ۳۶ هجری/نوامبر ۶۵۶ میلادی در نزدیکی بصره شکل گرفت و زبیر پس از ترک جنگ در وادی السباع توسط عمرو بن جرموز ترور شد. پس از اینکه قاتل سر زبیر را نزد علی برد تا خبر قتل را به او بدهد و از او پاداش بگیرد، علی روایتی از پیامبر اسلام را برایش نقل کرد و گفت از رسول خدا شنیدم که فرمود کشنده پسر صفیه را به آتش بشارت ده.
و در وادی السباع که امروزه با نام بلده الزبیرخوانده می‌شود، در حومه بصره به خاک سپرده شد. سن وی در هنگام کشته شدن، ۵۷ سال گزارش شده‌است.

## زندگی شخصی زبیر
پس از هجرت، زبیر یکی از ثروتمندترین صحابه محمد گردید. وی املاک وسیعی مانند غابه در نزدیکی مدینه، سلیله در ربذه، دارالزبیر و مسجد الزبیر در سوق وردان فسطاط و املاکی در اسکندریه و کوفه داشت. برخی از املاک که در عربستان بود، را محمد و برخی از املاکی که در عراق بود را عثمان به وی بخشید. زبیر زمینهایی در محله بنی سلیم بصره داشت که پر محصول و بازار نیز داشت. وی یکی از اموالش را به قیمت ۶۰۰ هزار درهم فروخت.
او روابط نزدیکی با محمد و علی داشت اما در ادامه پس از درگذشت محمد به دلیل تأثیر پذیرفتن از دیدگاه‌های پسرش عبدالله، روابط او با علی تیره شده و در جنگ جمل شرکت کرد. او در همان جنگ کشته شد.
یکی از زنان وی، اسماء دختر ابوبکر و خواهر بزرگ ناتنی عایشه است که ملقب به ذات النطاقین (دارای دو کمربند) است.

## احادیث نقل شده از زبیر
احادیثی که زبیر از محمد نقل کرده بسیار اندک‌اند و در کتبی مانند صحاح سته، مسند (اثر احمد بن حنبل)، بحر الزخار (اثر احمد بن عمرو بن بزار)، المسند (اثر ابو یعلا موصلی)، المصنف (عبدالرزاق سنانی)، مجمع الزوائد (علی بن ابی بکر هیثمی) و معجم الکبیر (اثر طبرانی) آمده‌است. روایاتی از زبیریان نقل شده که زبیر بسیار می‌ترسید که حدیثی اشتباه به محمد منسوب کند و عقوبتش را ببیند.

## فرزندان زبیر
مصعب بن زبیر (مرگ ۷۵ هجری/۸۵۱ میلادی) از نوادگان زبیر، تعداد ۱۰ پسر و چند دختر را به زبیر نسبت می‌دهد. معروفترین آنان، عبدالله است که اولین کودک متولد شده از مهاجرین در مدینه است. عبدالله نقش بزرگی را در تیره کردن روابط زبیر و علی ایفا کرده‌است. علی بن ابی طالب در مورد عبدالله چنین می‌فرمایند: زبیر با ما (و از خویشاوندان ما اهل بیت) بود تا آن که فرزند نحسش عبدالله به دنیا آمد (به جوانی رسید).
این روایت به صورت‌های دیگر هم در منابع اهل سنت موجود است.
علّامه محدّث ابن عبد البر در الاستیعاب آورده‌اند که: «قال علی بن ابی طالب: ما زال الزبیر یعدّ منا اهل البیت حتی نشأ عبداللَّه».
ابن الاثیر الجزری در کتاب اسد الغابه آورده‌است که: «وکان علی رضی اللَّه عنه یقول: مازال الزبیر منا اهل البیت حتی نشأ له عبداللَّه.»
زبیر پسران دیگری به نام‌های عروه، جعفر، منذر ، حمزه و مصعب نیز داشت. دیگر نواده زبیر به نام زبیر بن بکار بخشی را در کتاب جمهرت نسب قریش و اخبارها، در مورد اولاد زبیر اختصاص داده‌است. زبیر، فرزندان خود را به نامهای کشته شدگان در راه خدا می‌گذاشت تا آن‌ها نیز در همین راه کشته شوند.